# Król Kreol
Król Kreol – amerykański film z 1958 roku, w reżyserii Michaela Curtiza. Główne role zagrali Elvis Presley, Carolyn Jones i Walter Matthau. Jest to czwarty film w karierze Presleya (trzeci i ostatni czarno biały). Scenariusz oparto na powieści Harolda Robbinsa, Kamień dla Danny Fishera (A Stone for Danny Fisher).

## Fabuła
W filmie Presley wciela się w rolę Danny’ego Fishera, młodego muzyka robiącego karierę w Nowym Orleanie. Matthau gra Maxiego Fielda, szefa organizacji przestępczej działającej w mieście, a Jones grająca Ronnie jest dziewczyną na telefon, bez perspektyw na życie. 
Danny Fisher po skończeniu szkoły średniej, zatrudnia się w jednym z nocnych klubów jako zmywacz. Pewnego razu dostaje szansę wystąpienia na scenie i niespodziewanie odnosi sukces. Gangster Maxie Fields dostrzega potencjał Danny’ego i chce, by pracował on w jego ekskluzywnym klubie King Creole. Ten jednak odmawia, gdyż wie kim jest Fields i nie chce mieć z nim nic wspólnego. W międzyczasie poznaje Ronnie, dziewczynę na telefon.

## Obsada
- Elvis Presley jako Danny Fisher
- Carolyn Jones jako Ronnie
- Walter Matthau jako Maxie Fields
- Dolores Hart jako Nellie
- Dean Jagger jako pan Fisher
- Liliane Montevecchi jako Forty Nina
- Vic Morrow jako Shark
- Paul Stewart jako Charlie LeGrand
- Jan Shepard jako Mimi Fisher
- Brian G. Hutton jako Sal

## Produkcja

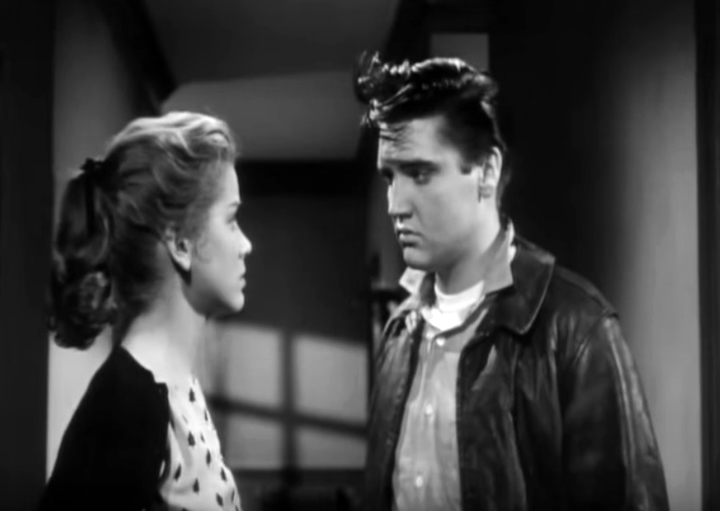
Dolores Hart i Elvis Presley w filmie

Początkowo to James Dean został wybrany do roli głównej. Zginął jednak w wypadku samochodowym zanim zdążył ją przyjąć. W rolach drugoplanowych mieli wystąpić: zdobywca Oscara Dean Jagger, Paul Stewart i Dolores Hart. Z kolei główne role obok Presleya zagrali Walter Matthau i Carolyn Jones.
Film został wyreżyserowany przez Michaela Curtiza. Producent Hal Wallis, człowiek numer dwa w studiu tworzącym film, cały czas był za tym, by do produkcji obrazu zatrudnić Curtiza, który w tym samym czasie pracował dla wytwórni Warner Bros.
Król Kreol poprzez nawiązanie do filmów noir, realistyczne przedstawienie mieszanki biedy i ambicji oraz pozbawione sentymentów relacje między trzema głównymi bohaterami, wpisuje się w formę filmów z ówczesnej epoki takich jak: Wielki nóż i Słodki smak sukcesu.

## Ścieżka dźwiękowa
Król Kreol to szósty album w dyskografii Presleya. Wydany został przez wytwórnię RCA Records 19 września 1958 roku. Muzyk nagrał go w zaledwie trzy dni w studiu Radio Recorders w Hollywood. Znajdują się na nim wszystkie piosenki, które pojawiły się w filmie. Album opublikowano 10 tygodni po premierze filmu. Na płycie znalazło się jedenaście utworów.
Lista utworów
| 1.  | „King Creole”               | 2:15  |
|     |                             |       |
| 2.  | „As Long as I Have You”     | 1:50  |
|     |                             |       |
| 3.  | „Hard Headed Woman”         | 1:53  |
|     |                             |       |
| 4.  | „Trouble”                   | 2:16  |
|     |                             |       |
| 5.  | „Dixieland Rock”            | 1:46  |
|     |                             |       |
| 6.  | „Don't Ask Me Why”          | 2:06  |
|     |                             |       |
| 7.  | „Lover Doll”                | 2:09  |
|     |                             |       |
| 8.  | „Crawfish”                  | 1:48  |
|     |                             |       |
| 9.  | „Young Dreams”              | 2:23  |
|     |                             |       |
| 10. | „Steadfast, Loyal and True” | 1:15  |
|     |                             |       |
| 11. | „New Orleans”               | 1:58  |
|     |                             |       |
|     |                             | 21:39 |
|     |                             |       |

## Odbiór
American Film Institute uznał Króla Kreola za drugi najlepszy film w karierze Michaela Curtiza.